# Jaguar Cars
Jaguar (UK: /ˈdʒæɡjuər/, US: /ˈdʒæɡwɑːr/) là thương hiệu xe sang trọng của Jaguar Land Rover, một công ty đa quốc gia sản xuất xe hơi tại Anh với trụ sở chính tại Whitley, Coventry, Anh. Jaguar Cars là công ty chịu trách nhiệm sản xuất xe Jaguar cho đến khi các hoạt động của nó được sáp nhập hoàn toàn với Land Rover để tạo thành Jaguar Land Rover vào ngày 1 tháng 1 năm 2013.
Doanh nghiệp Jaguar được thành lập với tư cách là Swallow Sidecar Company vào năm 1922, ban đầu sản xuất xe sidecar trước khi phát triển thân xe cho xe khách. Thuộc quyền sở hữu của SS Cars Limited, doanh nghiệp này đã mở rộng để hoàn thành những chiếc xe được sản xuất liên kết với Standard Motor Company, với nhiều xe có tên mẫu là Jaguar. Tên công ty đã được đổi từ S. S. Cars thành Jaguar Cars năm 1945. Quá trình sáp nhập với British Motor Corporation của công ty diễn ra vào năm 1966, và công ty mới hiện được đổi tên thành British Motor Holdings (BMH), vào năm 1968 sáp nhập với Tập đoàn ô tô Leyland và trở thành British Leyland, và đến lượt nó được quốc hữu hóa vào năm 1975.
Jaguar đã bị tách khỏi British Leyland và được niêm yết trên Sàn giao dịch chứng khoán Luân Đôn năm 1984, trở thành một thành phần của Chỉ số FTSE 100 cho đến khi được Ford mua lại vào năm 1990. Trong những năm gần đây, Jaguar đã sản xuất ô tô riêng cho Thủ tướng Anh, lần giao hàng gần đây nhất là dòng xe XJ vào tháng 5 năm 2010  Công ty cũng có bảo đảm của Hoàng gia từ Nữ hoàng Elizabeth II và Hoàng tử Charles.
Năm 1990, Ford mua lại Jaguar Cars và nó vẫn thuộc quyền sở hữu của Ford, và được Land Rover sáp nhập vào năm 2000, cho đến năm 2008. Ford sau đó đã bán cả Jaguar và Land Rover cho Tata Motors. Tata đã tạo ra Jaguar Land Rover như một công ty con. Ở cấp độ công ty, năm 2013, Jaguar Cars đã sáp nhập với Land Rover để thành lập Jaguar Land Rover Limited với tư cách là một công ty thiết kế, sản xuất, bán hàng và chủ sở hữu thương hiệu cho cả hai chiếc xe Jaguar và Land Rover.
Kể từ thời đại thuộc sở hữu của Ford, Jaguar và Land Rover đã sử dụng các cơ sở thiết kế chung trong các trung tâm kỹ thuật tại nhà máy Whitley ở Coventry và nhà máy Gaydon ở Warwickshire và xe Jaguar đã được lắp ráp tại các nhà máy tại Castle Bromwich và Solihull.